# Академический район (Москва)
Академи́ческий райо́н (Академический) — район в Москве. Расположен в Юго-Западном административном округе. Району соответствует внутригородское муниципальное образование — муниципальный округ Академический в городе Москве. Территория района составляет 557 га.

## История
История Академического района Москвы связана с такими старинными населенными пунктами как вотчина бояр Маховых Черемошье (Черемоши) и сельцо Шаболово, известными с 17 века.
В 18 веке владельцем имения Шаболово был князь Александр Александрович Прозоровский, старший брат фельдмаршала, главнокомандующего Москвы екатерининских времен. Отец братьев Прозоровских получил в 1721 году от Петра I имение Зюзино, и по этому факту исследователи делают вывод, что Шаболово перешло к Прозоровским либо в это же время, либо не намного позднее.
В 1776 году в Шаболове имелась усадьба, в состав которой входил деревянный господский дом, хозяйственные службы и регулярный парк. Сама деревня находилась в удалении от главной усадьбы, а к северу от деревни располагался большой пруд.
В конце XVIII века имением владели Бекетовы, которые построили здесь новый каменный особняк в стиле классицизма. Это был типичный городской дом, авторство проекта приписывают В. И. Баженову.
В середине XIX века Шаболово принадлежало генерал-лейтенанту Николаю Александровичу Бутурлину (1801—1867), имя которого можно встретить в произведении А. С. Пушкина «Путешествие в Арзрум».
В наши дни на месте Шаболовской усадьбы находится место пересечения Новочеремушкинской улицы и Нахимовского проспекта, а также скверик и Шаболовский пруд.
На месте клуба бывшего Черёмушкинского кирпичного завода открыт музей Героев Советского Союза и России. В 2000-е гг. выстроен Храм Живоначальной Троицы, являвшийся преемником уничтоженного храма усадьбы Чёремушки-Троицкое (Троицкое-Андреево).
На территории района по адресу ул. Вавилова, д. 19 находится штаб-квартира «Сбербанка России».
Академический район образован в сентябре 1991 года на основании распоряжения Мэра Москвы от 5 июля 1991 года № 41-РМ «О проведении работы по формированию муниципальных округов в городе Москве» (утратило силу на основании распоряжения Мэра Москвы от 17.03.2014 N 204-РМ) и от 12 сентября 1991 года № 146-РМ «Об установлении временных границ муниципальных округов Москвы» (утратило силу на основании распоряжения мэра Москвы N 198-РМ от 11.04.96г.).

## Население
| 2002     | 2010     | 2012     | 2013     | 2014     | 2015     | 2016     |
| -------- | -------- | -------- | -------- | -------- | -------- | -------- |
| 96 172   | ↗106 466 | ↗107 628 | ↗107 836 | ↗108 274 | ↗108 516 | ↗109 063 |
| 2017     | 2018     | 2019     | 2020     | 2021     | 2023     | 2024     |
| ↗109 127 | ↗109 231 | ↗109 387 | ↗110 038 | ↗114 025 | ↘113 198 | ↗114 228 |

### Национальный состав
По итогам переписи населения 2020 года проживали следующие национальности (национальности менее 0,1 % и другое, см. в сноске к строке «Другие»):
| Национальность | Численность, чел. | Доля     |
| -------------- | ----------------- | -------- |
| Русские        | 65 872            | 57,77 %  |
| Татары         | 799               | 0,70 %   |
| Армяне         | 643               | 0,56 %   |
| Украинцы       | 313               | 0,27 %   |
| Евреи          | 233               | 0,20 %   |
| Грузины        | 207               | 0,18 %   |
| Узбеки         | 183               | 0,16 %   |
| Азербайджанцы  | 175               | 0,15 %   |
| Другие         | 45 600            | 40,01 %  |
| Итого          | 114 025           | 100,00 % |

## Показатели района
По данным на 2010 год площадь района составляет 583,44 га. Площадь жилого фонда — 2467,04 тыс. м² (2010 год).

## Транспорт
На территории района расположены две станции московского метрополитена: «Академическая» и «Профсоюзная» Калужско-Рижской линии.

## Парки и скверы

### Парк «Академический»
Парк разбит в 2017 году на месте автобаз ГБУ «Жилищник». Его площадь составляет 16,5 гектаров. Территория представляет собой двухъярусное пространство с искусственными холмами. Здесь находятся 6 детских площадок, несколько спортивных комплексов, в том числе футбольное поле с трибунами, баскетбольная площадка и зона воркаута. Вокруг проходит беговая дорожка. Для прогулок предназначены маршруты из гранитной плитки. На главной площади парка установлена полукруглая пергола. Ещё 11 пергол установлено по всей территории. На прогулочных дорожках есть беседки с лавочками. На одной из детских площадок установлены лазалки в виде химических элементов. Со стороны основного входа в парк видны три большие статуи динозавров — травоядные олоротитан и эласмотерии, а также хищник инвантозавр. Рядом с парком находится Дарвиновский музей.

### Парк «Новые Черёмушки»
Парк недалеко от улицы Шверника. Расположен рядом со станцией метро «Академическая» Калужско-Рижской линии. Работы по благоустройству зоны отдыха завершились — в 2013 году. На территории парка растут липы и клёны. Здесь также проложены пешеходные аллеи разного размера и велодорожки. На территории расположено 29 площадок для тихого отдыха, две площадки с рампами для роллеров и скейтбордистов, а также три детские площадки с покрытием из резиновой крошки. Зимой в парке работал каток с искусственным льдом и бесплатный прокат коньков.

### Сквер «Диета»
Народный парк по адресу ул. Винокурова, д. 4. Был благоустроен в 2015 году. На территории расположены детские площадки с мягким резиновым покрытием, клумбы, прогулочные зоны и воркаут на открытом воздухе.

### Площадь Хо Ши Мина
Площадь находится у станции метро «Академическая», на пересечении Профсоюзной улицы и Проспекта 60-летия Октября. Площадь названа в 1969 году в честь Хо Ши Мина. Здесь же, недалеко от метро, расположен памятник этому вьетнамскому политическому деятелю. Памятник выполнен из бронзы и камня и представляет собой портрет вьетнамского политического деятеля Хо Ши Мина на фоне символического солнца. Перед диском солнца установлена скульптура вьетнамца, который поднимается с колен. С обратной стороны солнечного диска находятся тропические цветы и два бамбуковых дерева. Композиция установлена на круглой плите, на которой выбиты слова: «Нет ничего дороже независимости, свободы». Работы по благоустройству на площади завершились в 2017 году. Во время работ по благоустройству площади под землю убрали три километра проводов, установили 30 фонарей, обновили два гектара газонов, а также заменили тысячу квадратных метров старой плитки. На площади также находится небольшая сцена.

## Образование
На территории района находятся 22 общеобразовательные школы и 25 детских дошкольных учреждений.

## Религия
На территории района находятся два действующих православных храма — храм Живоначальной Троицы в Старых Черёмушках и храм Всех Преподобных Отцев Киево-Печерских в Старых Черемушках, входящих в состав Андреевского благочиния Московской городской епархии Русской православной церкви.

## Побратимские отношения
- Украина, Мелитополь[31]